# Список залізниць Європи

## Народні (державні) залізниці
- Австрія — Österreichische Bundesbahnen (ÖBB)
- Азербайджан — Azərbaycan Dəmir Yolları (ADY)
- Албанія — Hekurudha e Shqiperise (HSH)
- Білорусь — Білоруська залізниця (Беларуская чыгунка) (БЖД-БЧ)
- Бельгія — Nationale Maatschappij der Belgische Spoorwegen (NMBS) — Société Nationale des Chemins de fer Belges (SNCB)
- Болгарія Болгарська залізнична компанія (БДЖ - BDŻ)
- Боснія і Герцеговина - Željeznice Bosne i Hercegovine
- Ватикан — Ferrovie del Vaticano
- Велика Британія — British Rail (BR) (приватизована 1997)
- Вірменія — Південно-Кавказька залізниця (Հայկական Երկաթուղի փբը) (ՀԵ)
- Греція — Οργανισμός Σιδηροδρόμων Ελλάδος (ΟΣΕ)
- Грузія — Грузинська залізниця (საქართველოს რკინიგზა; სრ)
- Данія — Danske Statsbaner (DSB)
- Ірландія — Iarnród Éireann (IÉ)
- Іспанія — Red Nacional de los Ferrocarriles Españoles (RENFE)
- Італія — Ferrovie dello Stato (FS)
- Італія — Trenitalia
- Кіпр - Cyprus Government Railway (CGR)
- Латвія — Latvijas dzelzceļš (LDZ)
- Литва — Lietuvos Geležinkkeliai (LG)
- Ліхтенштейн — Zahnradbahn Honau-Lichtenstein (ZHB)
- Люксембург — Société Nationale des Chemins de Fer Luxembourgeois (CFL)
- Північна Македонія — Македонски Железници (Makedonski Żeleznici)(МЖ - MŻ)
- Молдова — ДП Молдовська залізниця (Calea Ferată din Moldova)
- Монако — Monaco-Monte Carlo Metro
- Нідерланди — Nederlandse Spoorwegen (NS)
- Німеччина — Deutsche Bahn (DB)
- Норвегія — Norges Statsbaner (NS)
- Польща — Polskie Koleje Państwowe (PKP)
- Португалія — Comboios de Portugal (CP)
- Росія — Російські залізниці (РЖД)
- Румунія — Căile Ferate Române (CFR)
- Сан-Марино — Ferrovia Rimini-San Marino (SFVET)
- Сербія — Железнице Србије (ЖС)
- Словаччина — Železničná spoločnosť Slovensko, a. s. (ŽSSR)
- Словенія — Slovenske železnice (SŽ)
- Туреччина — Türkize Cumhurizeti Devlet Demirzolları İşletmesi (TCDD)
- Угорщина — Magyar Államvas útak (MÁV)
- Україна — Укрзалізниця (УЗ - UZ)
- Фінляндія — Valtion Rautatiet (VR)
- Франція — Société Nationale des Chemins de fer Français (SNCF)
- Хорватія — Хорватські залізниці (HŽ)
- Чехія — České dráhy (ČD)
- Чорногорія — Željeznica Crne Gore (ŽCG)
- Швейцарія — Швейцарські федеральні залізниці (Schweizerische Bundesbahnen (SBB) - Chemins de fer fédéraux suisses (CFF) - Ferrovie federali svizzere (FFS) — Viafiers federalas svizras (VFS) )
- Швеція — Statens Järnvägar (SJ)
- Естонія — Eesti Raudtee (EVR)

|- Невизнані та частково визнані державні утворення
- Абхазія — Аҧсни Аіҳаамҩа
- Придністров'я — Придністровська залізниця (ПДЗ)

## Регіональні залізниці
- Польща — PKP Intercity sp. z o.o.
- Польща — PKP Przewozy Regionalne sp. z o.o.
- Польща — Nadwiślańskie
- Польща — Kolej Maczki-Bór (MB)
- Польща — KWK Bogdanka
- Польща — PCC Rail
- Польща — Arriva
- Польща — Connex Koleje Polskie
- Угорщина та Австрія — Győr-Sopron-Ebenfurti Vasút (GySEV) — Raab-Oedenburg-Ebenfurth-Eisebahnen (ROeEE)
- Австрія Graz-Köflacher Eisenbahn (GKB)
- Австрія Salzburger Lokalbahn (SLB)
- Австрія Steiermärkische Landesbahnen (STLB)
- Австрія Zillertalbahn (ZB)
- Чехія — NH-TRANS, a.s.
- Чехія — Viamont a.s.
- Чехія — Železniční společnost Tanvald
- Чехія — Železnici Desná (ŽD)
- Чехія — Plzeňská dráha
- Словаччина — Bratislavská regionálna koľajová spoločnosť, a. s. (BRKS) — Preßburgerbahn
- Словаччина — Loko Trans s.r.o. Šurany
- Велика Британія — English, Welsh and Scottish Railway (EWS)
- Велика Британія — Great Western Railway (GWR)
- Велика Британія — London, Midland and Scottish Railway (LMS)
- Велика Британія — London and North Eastern Railway (LNER)
- Велика Британія — London and North Western Railway (LNWR)
- Велика Британія — Midland and Great Northern Joint Railway
- Велика Британія — Southern Railway (SR)
- Велика Британія — Virgin Trains (VT)
- Північна Ірландія — Great North Eastern Railway
- Північна Ірландія — Northern Ireland Railways
- 20px| Бельгія, Велика Британія та Франція — Eurostar
- Італія — Ferrovia regionale del Lazio (FR)
- Італія — Ferrovia Circumetnea (FCE)
- Італія — Ferrovie Nord Milano (FNM)
- Італія — Ferrovia Alta Valtellina (FAV)
- Італія — Ferrovia Valle Seriana (FVS)
- Італія — Società Nazionale Ferrovie e Tramvie (Brescia Iseo Edolo)
- Італія — Ferrovia Valle Brembana
- Італія — Ferrovia Mantova Peschiera
- Італія — Ferrovia Intra Omegna (SAVTE)
- Італія — Ferrovie Reggiane (CCFR)
- Італія — Ferrovie Modenesi
- Італія — Ferrovie Padane
- Італія — Ferrovia Parma Suzzara
- Італія — Ferrovia Suzzara Ferrara (FSF)
- Італія — Ferrovia Casalecchio Vignola (FCV)
- Італія — Ferrovia Torino Ceres (FTC)
- Італія — Ferrovia Canavesana
- Італія — Ferrovie Elettriche Biellesi
- Італія — Ferrovia Rezzato Vobarno
- Італія — Ferrovia Piacenza Bettola (SIFT)
- Італія — Ferrovia Lana Postal
- Італія — Ferrovia Transatesina — Bolzano Caldaro
- Італія — Ferrovia Bribano Agordo
- Італія — Ferrovia Udine Cividale (FUC)
- Італія — Ferrovia Adria Mestre
- Італія — Ferrovia Centrale Umbra
- Італія — Ferrovia Siena-Buonconvento-Monte Antico
- Італія — Ferrovia Sangritana
- Італія — Ferrovie siciliane
- Італія — Ferrovie del Sud Est
- Італія — La Ferroviaria Italiana
- Італія — Ferrovie del Gargano
- Італія — Ferrovie del Nord Barese
- Італія — Ferrovia Alifana
- Італія — Ferrovia Cumana
- Італія — Ferrovia Benevento-Cancello
- Італія — Ferrovia Avellino-Rocchetta Sant'Antonio
- Італія — Ferrovie Appulo Lucane
- Італія — Ferrovia Genova Casella
- Італія  — Швейцарія — Залізниця Чентоваллі
- Італія — Ferrovia delle Dolomiti
- Італія — Ferrovia Cogne Acquefredde
- Італія — Ferrovia Stresa Mottarone
- Італія — Ferrovia Intra Premeno
- Італія — Ferrovia Trento-Malè
- Італія — Ferrovia della Val di Fiemme
- Італія — Ferrovia del Renon
- Італія — Ferrovia Alto Pistoiese
- Італія — Ferrovia Roma Fiuggi Alatri Frosinone
- Італія — Ferrovia Spoleto Norcia
- Італія — Ferrovia Circumvesuviana
- Італія — Ferrovie Calabro Lucane
- Італія — Ferrovia Circumetnea
- Італія — Strade Ferrate Secondarie della Sardegna
- Італія — Ferrovie Complementari Sarde
- Італія — Ferrovie Meridionali Sarde
- Італія — Strade Ferrate Sarde
- Італія — Ferrovie della Sardegna
- Італія — Ferrovia Siracusa Ragusa Vizzini
- Італія — Ferrovia Basso Sebino
- Італія — Ferrovia Val d'Orcia
- Італія — Ferrovia Valmorea
- Італія — Ferrovie Alta Velocità
- Іспанія — Canfranero
- Іспанія — Cercanías
- Іспанія — El ferrocarril de la Minero Siderurgica de Ponferrada (MSP)
- Іспанія — Ferrocarril Santander-Mediterráneo
- Іспанія — Ferrocarril Vasco-Asturiano
- Іспанія — Ferrocarril de La Robla
- Іспанія — Ferrocarril de Langreo
- Іспанія — Ferrocarril del Almanzora
- Іспанія — La línea de ferrocarril Baeza-Utiel
- Іспанія — Metro de Palma de Mallorca
- Іспанія — Ferrocarriles Secundarios de Castilla
- Іспанія — Tren Camino de Santiago
- Іспанія — Trenet de la Marina
- Іспанія — Alta Velocidad (LAV)
- Іспанія — Ferrocarril suburbano de Carabanchel
- Іспанія — Ferrocarrils de la Generalitat de Catalunya (FGC)
- Данія — Nordjyske Jernbaner
- Данія — De sjællandske Statsbaner
- Швейцарія — Regionalverkehr Bern-Solothurn (RBS)
- Швейцарія — Appenzeller Bahnen (AB)
- Швейцарія — Льодовиковий експрес (GE)
- Швейцарія — Rhätische Bahn (RB)
- Швейцарія — GoldenPass Line (GPL)
- Швейцарія — Wilhelm Tell Express (WTE)
- Швейцарія — The Martigny and Régions SA
- Швейцарія — Voralpen Express (VAE)
- Швейцарія — La Ferrovia delle Centovalli — Die Centovallibahn
- Швейцарія — Bern-Lötschberg-Simplon Bahn (BLS)
- Швейцарія — Jungfraubahnen
- Швейцарія — Матергорн-Готтард-бан (MGB)
- Швейцарія — Горнергратбан (GB)
- Швейцарія — Sad Trasporto Locale S.p.a.
- Швейцарія — Montreux — Berner Oberland — Bahn (MOB)
- Швейцарія — Chemins de fer du Jura — Jurabahnen (CJ-JB)
- Швейцарія — Transports Publics du Chablais (TPC)
- Швейцарія — Appenzeller Bahnen (AB)
- Швейцарія — Die Zentralbahn (ZB)
- Швейцарія — Schwäbische Alb-Bahn
- Швейцарія — CISALPINO AG
- Швейцарія і Італія — Società Subalpina Imprese Ferroviarie S.p.A. (SSIF)
- Німеччина — Hohenzollerische Landesbahn AG (HzL)
- Німеччина — Vogtlandbahn (VB)
- Швеція — Bergkvist Svets & Mek Järnväg AB (BSMJ)
- Швеція — Sydvästen AB (SV)
- Швеція та Норвегія — Tågkompaniet AB (TK)

## Регіональні та вантажні залізниці
- Польща — Przedsiębiorstwo Transportu Kolejowego i Gospodarki Kamieniem S.A. w Rybniku (PTK)
- Польща — Connex Polska sp. z o.o
- Польща — KP Szczakowa S.A.
- Польща — KP Kotlarnia S.A.
- Польща — KP Kuźnica Warężyńska S.A.
- Польща — PKN Orlen
- Польща — KOLEJ NZGTK
- Угорщина — Magyar Magánvasút ZRt. (MMV)
- Угорщина — CER Vas úti Zrt
- Угорщина — Train Hungary Magánvasút Kft
- Угорщина — MÁV-Hajdú Vasútépítő Kft.
- Угорщина — Mátrai Erőmű Zrt.

## Приміські залізниці
- Польща — PKP WKD sp. z o.o
- Польща — PKP SKM sp. z o.o
- Угорщина — Budapesti Közlekedési Vállalat (Metr ó)
- Угорщина — Budapesti Helyiérdekű Vasút (BHÉV)
- Австрія — Linzer Lokalbahn (LLB)
- Австрія — Insbrucker Verkehrsbetriebe (IVB)
- Австрія — Wiener Lokalbahnen AG (WLB)
- Італія — Ferrovia Roma Viterbo
- Італія — Ferrovia Roma Ostia Lido
- Німеччина — Karlsruher Verkehrsverbund (KVB)
- Іспанія — Metro de Madrid
- Іспанія — Metro de Barcelona
- Іспанія — Metro de Granada
- Іспанія — Metro de Málaga
- Іспанія — Metro de Santander
- Іспанія — Metro de Sevilla

## Вантажні залізниці
- Німеччина — Railion Deutschland AG
- Зображення:Flag of Switzerland.svg Німеччина, Франція, Люксембург та Швейцарія — Rhealys
- Словаччина — Železnična spoločnost' Cargo Slovakia (ZSCS)
- Угорщина — MÁV Cargo
- Польща — PKP CARGO SA
- Польща — PKP LHS sp. z o.o.
- Польща — Przedsiębiorstwo Transportu Kolejowego
- Австрія — Rail Cargo Austria

## Залізнична інфраструктура
- Чехія — Správa železniční dopravní cesty (SŽDC)
- Болгарія — Національна компанія Железоп'тна інфраструктура
- Словаччина — Železníce Slovenskej republiky (ŽSR)
- Австрія — ÖBB-Infrastruktur Betrieb AG
- Польща — РКР Polskie Linie Kolejowe SA
- Польща — PKP Informatyka sp. z o.o.
- Польща — PKP Energetyka sp. z o.o.
- Польща — Telekomunikacja Kolejowa sp. z o.o.
- Польща — PKP Nieruchomości
- Польща — Dworce Kolejowe

## Заводи, що виробляють вагони та локомотиви
- Pesa Bydgoszcz SA
- H. Cegielski — Poznań S.A.
- Stadler AG
- ALSTOM Transport
- Bombardier Transportation
- Siemens AG
- KONČAR — ELECTRICAL INDUSTRIES Inc.
- ŠKODA TRANSPORTATION s.r.o.
- ŠKODA ČKD VAGONKA, a.s.
- ŠKODA ELECTRIC s.r.o.
- GANZ-ŠKODA Közlekedési Zrt.

## Залізнична періодика

### Журнали
- Росія — РЖД-ПАРТНЕР — RZD-Partner
- Росія — пантографи
- — Rynek kolejowy
- — Railway Market
- — Technika Transportu Szynowego
- — Indóház
- — InterCity
- — Залізничник Білорусі
- — Dopravní noviny
- — Nova Proga
- — Bahnorama Thurbo
- — ΔΙΑΔΡΟΜΕΣ

### Електронна преса
- Росія — https://web.archive.org/web/20131102190823/http://www.msts.ru/news/
- Росія — http://www.rzd-partner.ru/news/
- Росія — http://www.tr.ru/
- Росія — http://pantograf.tramvaj.ru/
- -http://www.veke.hu/main.php
- -http://tomegkozlekedes.lap.hu/
- -http://vasutikocsi.freeweb.hu/
- -http://www.trains.hu/
- -http://vasut.lap.hu/
- -http://www.vasutbarat.hu/
- — http://www.railpage.net/
- — http://www.vlaky.net/
- — http://www.zelpage.cz/
- — http://www.dnoviny.cz/
- — http://upge.wn.com/?template=cheetah-photo-search/index.txt&query=railway&language_id=-1
- — http://www.railcrash.com/
- — https://web.archive.org/web/20070427220906/http://www.eurailpress.com/news/news.php3
- — http://www.eurorailways.com/
- — https://web.archive.org/web/20060315032457/http://www.railserve.com/railnews/norfolksouthern_news.html
- — http://www.eisenbahn-webkatalog.de/
- — http://rynek-kolejowy.pl/?p=glowna
- — http://www.railway-market.pl/
- — http://www.infobus.pl/